# Sebastian Guhr

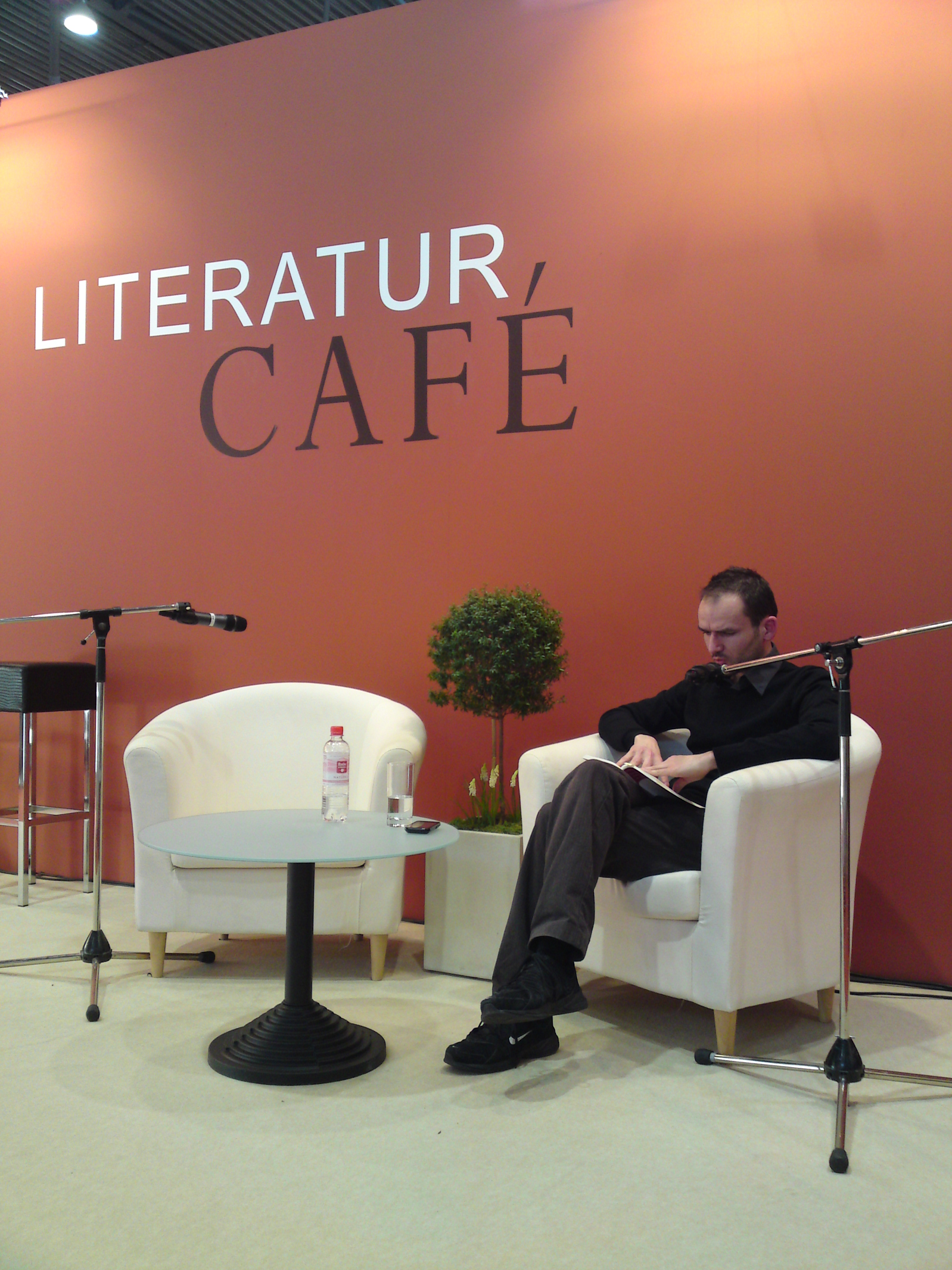
Sebastian Guhr während der Leipziger Buchmesse 2012

Sebastian Guhr (* 24. Mai 1983 in Ost-Berlin) ist ein deutscher Schriftsteller.

## Leben und Werk
Sebastian Guhr wurde 1983 in Berlin-Mitte geboren und wuchs in einer Plattenbausiedlung auf.
Er studierte Literaturwissenschaft und Philosophie in Berlin, Potsdam und Montpellier. Er lebt in Berlin.
Im Herbst 2017 erschien Die Verbesserung unserer Träume, laut Süddeutscher Zeitung ein „raffiniert entworfener und mit starken, an Kubricks 2001 oder Nolans Interstellar erinnernden Bildern versehener Roman.“
Im Juni 2021 erschien sein Roman Mr. Lincoln & Mr. Thoreau im Marix Verlag, im August 2022 folgte Chamissimo.

## Veröffentlichungen (Auswahl)
- Duett Komplett. In: Literatur und Kritik. Otto Müller Verlag, Salzburg 2024.
- Der spanische Esel. Roman. Berenberg Verlag, Berlin 2024.
- Du auf dem Müggelsee paddelnd in deinem Battleship, große Paddel-Battle gegen Müggelsee-Mirko. In: Metamorphosen 31 – Gegenwart: Magazin für Literatur und Kultur. Verbrecher Verlag, Berlin 2023.
- Chamissimo. Roman. S. Marix Verlag, Wiesbaden 2022.
- Mr. Lincoln & Mr. Thoreau. Roman. S. Marix Verlag, Wiesbaden 2021.
- Ozeanisches Gefühl. In: Metamorphosen 25 – Utopien: Magazin für Literatur und Kultur. Verbrecher Verlag, Berlin 2019.
- Die langen Arme. Roman. Kein & Aber, Zürich 2019.
- Traumwandeln. In: Metamorphosen 21 – Journal: Magazin für Literatur und Kultur. Verbrecher Verlag, Berlin 2018.
- Die Verbesserung unserer Träume. Roman. Luftschacht, Wien 2017.
- Voluptopia. In: Jens-Fietje Dwars (Hrsg.): Loreleys Lover. Erotische Gedichte und Geschichten. Quartus-Verlag, Jena 2016.
- Die Selbstlosen. Roman. Neofelis-Verlag, Berlin 2014.

## Auszeichnungen
- Künstlerhaus Edenkoben 2025[4]
- Erostepost-Literaturpreis 2024[2]
- Förderung Deutscher Literaturfonds 2022
- VG Wort Stipendium 2021
- Lydia-Eymann-Stipendium 2018/19[5]
- Finalist beim 8. Literaturpreis Wartholz
- Blogbuster –  Preis der Literaturblogger 2018